# Bivona
Bivona – miejscowość i gmina we Włoszech, w regionie Sycylia, w prowincji Agrigento.
Według danych na styczeń 2010 gminę zamieszkiwały 3984 osoby przy gęstości zaludnienia 45 os./1 km².

## Linki zewnętrzne

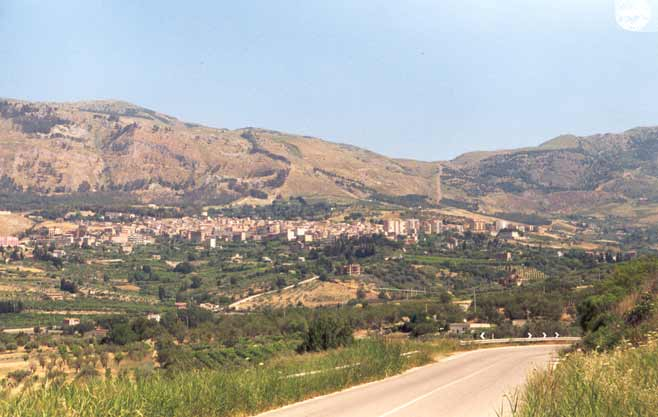
Panorama Bivony